# Las herederas
Las herederas é um filme de drama paraguaio de 2018 dirigido e escrito por Marcelo Martinessi. Estrelado por Ana Brun e Margarita Irún, estreou no Festival Internacional de Cinema de Berlim em 16 de fevereiro.

## Elenco
- Ana Brun - Chela
- Margarita Irún - Chiquita
- Ana Ivanova - Angy
- María Martins - Pituca
- Alicia Guerra - Carmela
- Yverá Zayas